# Прогресивна електронна музика
Progressive (прогресивен, напредничав) в контекста на модерната танцувална музика (понякога прогресивна електронна танцова музика или съкратено prog) е израз, който включва колекция от електронни танцувални жанрове, които използват техники за прогресивно представяне и включва стиловете като прогресивния транс, прогресивния хаус, прогресивно техно и progressive breaks.
Прогресивната електронна музика е свързана с нова музикална ера и прогресивния рок.
Най-танцувалните електронни парчета са създадени с определени черти, които са най-благосклонни за диджеите. За разлика от очевидната песен конструкциите на жанрове като hard house или HI-NRG, чиито върхове и падения в прогресивния танцувален трак имат склонност да бъдат по-малко очевидни. Нареждането на слоеве различните звуци един върху друг и бавното им смесване в миксера е ключовата идея на прогресивната музика.
Когато се говори за прогресивни електронни стилове, изразът „прогресивен“ типично засяга прогресивната конструкция (които промени стават нараствайки, както в случая на прогресивния хаус). Изключението е прогресивния транс, откакто трансът е типично прогресивен като структура вече. Прогресивният транс се отнася обикновено към вид транс музика, в която няма водеща мелодия и има повече обща атмосфера. Това впечатление обикновено се постига чрез слоеве от ударни инструменти.
В случая прогресивния хаус, изразът прогресивен може да също така засегне стила. Такива елементи могат да бъдат почти всяко нещо като китарен loop, компютърно създадени шумове, типични елементи от други музикални жанров и др. Сметнете, че тази отличителна черта кара този жанра да се променя през цялото време, очевидно по-бързо от други електронни жанрове (такива като транс и техно).

## Прогресивен хаус
Прогресивният хаус има своите източници в Британия в ранните деветдесет, с пускането на Guerrilla record label и първите сингли на Leftfield (особено Song of Life) и тогава редактор от Mixmag-Dom Phillips измисля израза. През 1992 отваря врати първият суперклуб Renaissance в малкото миньорско градче Mansfield и неговите диджеи – специално Sasha и тогава неизвестният Джон Digweed – спомагат за развитието на звука в неговата младост. Самата музиката съставена от 4/4 ритъм, хаус музиката се съюзи по-дълбоко, повлияна от дублирането на basslines и носи по-меланхолично, емоционално въздействие. Често ефирните завъртяни текстури на ранния транс можеха да бъдат чути в миксове и различни други елементи от електронния спектър.
Центъра на важността на звука се е променял през годините. След пускането на дебютния албум на Brian Transeau's (aka BT) например, по-голямата част от записаните стиловете звучаха по по-ефирен, мелодичен начин. (Този запис беше също така огромно влияние на зараждащия се прогресивен звук на транса.) Тогава, както трансът стана повече популярен и мелодичен, прогресивния хаус стана по-тъмно звучащ и започна да бъде обсъждан като подземен контрапункт, сливайки се с трибъл хауса, за да създаде много минималистични ударни тракове, парчета както това десетилетие започна. (Това също така маркира връщането на звука на Sasha и Digweed, които популяризираха прогресивния транс се беше и прогресивен транс междувременно.)
Междувременно, Мелбърн центрираната австралийска прогресивна сцена, чиито светила включват Phil Ks и Лук Chable, създаде отличителен звук на техния собствен изцяло trancy звук, „сияещ“ като мелодии, и по-честата употреба на вокали, гласове този стил беше силно лансиран в Британия и другаде с помощта на транс диджеите DJ Dave Seaman и австралийския Anthony Pappa и през 2003 беше основния стил на прогресивен танц. Неговото влияние дори подхрани транса, с много под-жанрови отличителни белези. От 2005, прогресивния хаус заема до голяма степен място в света на танцова музика, с повечето от главните диджеи на сцената пускащи electro и техно-хаус и минимал.
Тук може да чуете семпъл с прогресив хаус музика * Progressive House – Progressive House. Признати диджей от този стил са Tarkan, John Digweed, Sasha, Lank, Kintar & Rex и малко познатия ни български диджей V-Sounds.

### Прогресивен транс
Прогресивният транс е популярен под-жанр в транс музиката и съдържа елементи от хаус, техно и ембиант музиката. Основната формула на транса стана дори повече фокусирана с качествата и мелодиите, отдалечавайки се от предсказуемите арпежирани аналогови образци на синтезатора. Акустичните елементи станаха популярни, композиции се поддадоха на нарастващи постепенно промени (прогресивни конструкции на aka), композирани понякога в терци (както Брайън Transeau прави често). Звукът стана повече и повече ефирен и небесен. Прогресивният транс съдържа много интуитивни елементи като например необичайната басова линия или оригиналния синтез, които го правят до голяма степен повечето привлекателен.
Конструкцията на прогресивния транс е различна от типичното транс парче. Интродукцията започва до голяма степен с по-бавни обкръжаващи(ambient) удари. Следвайки тази част последва прекъсване и тогава започва основната мелодия. Електронните ефекти и вокалите са обикновено и в интродукцията и в кодата.
Фрази могат да бъдат на всяка 2 тактова черта (4-8-16-32 и др.)както в най-типични прогресивни транс тракове. Фразите обикновено започват с въведението на нова или различна мелодия или въведението на hi-hats в парчето. В прогресивния транс може да има повече от четири едновременни слоя.
Известни творци в този електронен жанр включват Armin Van Buuren, Ferry Corsten, Paul Van Dyk, Brian Transeau, James Holden, Josh Gabriel & Dave Dresden, Luke Chable, Deepsky, Sasha, Hernan Cattaneo и John Digweed По-нови творци Terje Bakke, The Last Atlant, Hybrid (band), Gerry Cueto, Markus Schulz.

### Прогресивен Psytrance
Прогресивния Psytrance е прогресивната форма на психеделичния транс. Важни творци на жанра включват Atmos, Son Kite, Beat Bizarre, Krueger & Coyle, Vibrasphere, Sensient, FreQ, Jaia, Phony Orphants, Ticon and Igneous Sauria. Противоположно на течението на прогресивния транс, psy – прогресив е обикновено не като извисяване като се фокусира повече върху звуковия продукт, а мелодията и прибавянето на психеделични елементи, което в обичайните прогресивни парчета липсва. Конструкцията не е добре дефинирана както в другите стилове на прогресивния транс.

### Прогресивни прекъсвания /breaks
Прогресивните прекъсвания са относително скорошен феномен, всъщност има от nu skool breaks и прогресивния хаус. Като популярен стил по свой собствен начин, неговите корени идват от Австралия – има изобилстващи прекъсвания/ breaks и сцени за прогресивна музика. Поради неговите корени прогресивния breakbeat е до голяма степен екзалтирало чувство с много създаващо настроение и мелодии. Повечето творци, които работят в жанра, се опитват да станат непосредствено близки (това може по-общо да се види на Азиатска сцена, където има сътрудничество между два забележителни екипа за продукция, едната занимаваща се с миксирането на хаус и другата с breaks rub) един съвместим хибрид. Това е едно от най-вълнуващите развития на прогресивната сцена.
Творци по прогресивни прекъсвания включват цифрово магьосничество Digital Witchcraft, Momu, Hybrid, Relisys и творци на прогресивен хаус са Leftfield, BT, Steve Porter. Линиите между тези прогресивни стилове и прогресивния транс, като в групи като Way Out West и Fluke са показали своите парчета са по-малко изразени сега оттогава, както бяха в самото начало.

### Прогресивен drum & Bass
Има няколко вида Drum & Bass, които се смятат за прогресивен. Neurofunk, прогресията на the Techstep поджанр съдържа елементи на джаз и фънк заедно с множество електронни влияния включително техно и транс. Стилът също така последва традиционна прогресивна форма, изграждана до връх на интензивност. Drumfunk, относително нов поджанр, е също така сметнат за прогресивен от много, заедно със самия Techstep. Съвременния Drum & Bass – например ASC's Covert Operations labe може също да бъде наречен прогресивен.

### Прогресивна електронна музика
Прогресивно електронен е под-жанр в музиката на новото поколение и съдържа елементи на прогресивен рок, класическа музика и обкръжаваща, ембиант музика и електронна музика. Прогресивно електронни албуми са Jean-Michel Jarre Rendez-Vous, Jean-Michel Jarre Magnetic Fields, Vangelis Albedo 0.39, Synergy Electronic Realizations за Rock Orchestra, Fritsch Mythology, Vangelis Spiral, Vangelis Direct, Jean-Michel Jarre Equinox.

## Прилики в прогресивните жанрове
От 2000, прогресивния хаус и прогресивния транс се приближават, сливат до голяма степен, много трудно е да се различат един от друг. Докато по-бързият (130 – 140 bpm) по-енергични записи могат да продължат за да бъдат класифицирани като прогресивен транс, повечето производители на двата стила се стремят към по-мек, по-бавен (110 – 130 bpms) звук и предпочитат да бъдат класифицирани като прогресивен хаус. Допълнително от 2000 много творци на психеделичен транс също започнаха да правят по-бавен звук (125 – 138 bpms) така класифицират своя стил като прогресивен транс или прогресивен психотранс.